# 14.º Ejército Japonés de Área
El 14.º Ejército Japonés (第14軍 Dai-jyūyon gun) era un ejército del Ejército Imperial Japonés durante la Segunda Guerra Mundial. El 28 de julio de 1944 fue reforzado y mejorado a un ejército de campo llamado Ejército Japonés del Área XIV (第14方面軍 Dai-jyūyon hōmen gun), para contrarrestar la inminente invasión aliada de Filipinas por parte de las tropas combinadas de los Estados Unidos y Filipinas.

## Historia
El 14.º Ejército Japonés se formó el 6 de noviembre de 1941, bajo el Grupo de Ejércitos Expedicionario del Sur para la tarea de invadir y ocupar las Filipinas. Inicialmente consistió en la 16.ª División, la 48.ª División, la 56.ª División y la 65.ª Brigada de Infantería Mixta Independiente. En enero de 1942, la 48.ª División fue separada y reasignada al 16.º Ejército Japonés para la invasión de las Indias Orientales Neerlandesas, y fue reemplazada por la 4.ª División. Mientras el ejército seguía luchando en Filipinas, su oficial al mando, el teniente general Masaharu Homma, solicitó más refuerzos. La 10.ª Guarnición Independiente fue enviada a Filipinas al igual que el Grupo de Infantería de la 21.ª División y la jefatura del 1.º de Artillería de Campo para comandar las unidades de artillería de campo. Los Regimientos de Tanques 4.º y 7.º formaron parte del 14.º Ejército, así como del 1.º, 8.º y 16.º Regimientos de Artillería de Campo y del 9.º Batallón Independiente de Artillería de Campo. Este ejército fue responsable de la Marcha de la Muerte de Bataán después de la rendición de las fuerzas estadounidenses y filipinas en Bataán, y la 65.ª Brigada Independiente también fue acusada de la Masacre de Mariveles.
El 14.º Ejército quedó bajo el control directo del Cuartel General Imperial en junio de 1942; sin embargo, el Grupo de Ejércitos Expedicionario del Sur, desde su sede en Saigón, continuó emitiendo órdenes, a veces en conflicto con las recibidas de Tokio, y su oficial al mando estaba plagado de insubordinaciones por parte de oficiales subalternos que utilizaban la situación para emitir órdenes sin su aprobación o para órdenes de revocación con las que no estuvieron de acuerdo. En agosto de 1942, Homma fue reemplazado por el teniente general Shizuichi Tanaka.
En julio de 1942, la 4.ª División quedó bajo el control del 14.º Ejército, al igual que la 30.ª División, que fue asignada a la defensa de Mindanao. A medida que la situación de la guerra seguía empeorando para Japón, las fuerzas aliadas se prepararon para invadir Filipinas, y el 14.º Ejército reestructuró sus brigadas y reservas de infantería independientes para formar la nueva 100.ª División, la 102.ª División, la 103.ª División y la 105.ª División.
En marzo de 1944, el 14.º Ejército volvió oficialmente al control del Grupo de Ejércitos Expedicionario del Sur. El 28 de julio de 1944, el 14.º ejército japonés se convirtió oficialmente en el Ejército Japonés del Área XIV. Dos divisiones más (la 8.ª División y la 10.ª División) llegaron en agosto de 1944 como refuerzos, y también en agosto, el 35.º Ejército japonés también quedó bajo su control. El 10 de octubre de 1944, el general Tomoyuki Yamashita asumió el mando del 14.º Ejército de Área para defender Filipinas. En las diversas batallas de la campaña de Filipinas contra las fuerzas armadas combinadas de la Mancomunidad Filipina y los estadounidenses en Leyte, Mindanao y partes de Luzón, el 14.º Ejército de Área japonés sufrió más de 350.000 bajas, incluyendo prácticamente a todos los 18.000 hombres de la 16.º División de infantería en la batalla de Leyte. Las tropas del 14.º Ejército de Área fueron responsables de la Masacre de Palawan del 14 de diciembre de 1944.

## Comandantes

### Oficiales al mando
|   | Nombre                            | Desde                    | Hasta                    |
| - | --------------------------------- | ------------------------ | ------------------------ |
| 1 | Teniente General Masaharu Homma   | 6 de noviembre de 1941   | 1 de agosto de 1942      |
| 2 | Teniente General Shizuichi Tanaka | 1 de agosto de 1942      | 19 de mayo de 1943       |
| 3 | Teniente General Shigenori Kuroda | 19 de mayo de 1943       | 26 de septiembre de 1944 |
| 4 | General Tomoyuki Yamashita        | 26 de septiembre de 1944 | 15 de agosto de 1945     |

### Jefes de Estado Mayor
|   | Nombre                             | Desde                  | Hasta                 |
| - | ---------------------------------- | ---------------------- | --------------------- |
| 1 | Teniente General Masami Maeda      | 6 de noviembre de 1941 | 20 de febrero de 1942 |
| 2 | Mayor General Takaji Wachi         | 20 de febrero de 1942  | 22 de marzo de 1944   |
| 3 | Teniente General Haruki Isayama    | 22 de marzo de 1944    | 19 de junio de 1944   |
| 4 | Teniente General Tsuchio Yamaguchi | 19 de junio de 1944    | 28 de julio de 1944   |
| 5 | Mayor General Ryozo Sakuma         | 28 de julio de 1944    | 5 de octubre de 1944  |
| 6 | Teniente General Akira Mutō        | 5 de octubre de 1944   | 15 de agosto de 1945  |

## Estructura
- 14.º Ejército Japonés de Área (1945)
  - 1.ª División de Infantería
  - 10.ª División de infantería
  - 19.ª División de Infantería
  - 23.ª División de Infantería
  - 26.ª División de Infantería
  - 103.ª División de Infantería
  - 105.ª División de infantería
  - 2.ª División Blindada
  - 4.ª División del Aire
  - 1.ª División de Fuerzas Especiales
  - 68.ª Brigada de infantería Independiente
  - 55.ª Brigada Independiente Mixta
  - 58.ª Brigada independiente mixta

- 35.º Ejército Japonés
  - 16.ª División de infantería
  - 30.ª División de infantería
  - 100.ª División de Infantería
  - 102.ª División de Infantería
  - 54.ª Brigada Independiente Mixta

- 41.º Ejército Japonés
  - 8.ª división de infantería
  - 39.ª brigada independiente mixta
  - 65.ª brigada de infantería independiente
  - 9.ª Sede de Artillería